# Arnaud Séka
Sylvestre Arnaud Séka (ur. 30 października 1985 w Abomey) – piłkarz beniński grający na pozycji pomocnika.

## Kariera klubowa
Karierę piłkarską Séka rozpoczął w klubie Tonnerre d’Abomey FC i w jego barwach zadebiutował w 2005 roku w pierwszej lidze benińskiej. W 2007 roku wywalczył z Tonnerre d’Abomey mistrzostwo Beninu.

## Kariera reprezentacyjna
W reprezentacji Beninu Séka zadebiutował 6 stycznia 2010 roku w wygranym 1:0 towarzyskim spotkaniu z Libią. W 2010 roku w Pucharze Narodów Afryki 2010 zagrał we 2 meczach: z Mozambikiem (2:2) i Nigerią (0:1).